# Кочуринська
Кочуринська (рос. Кочуринская) — присілок в Ленському районі Архангельської області Російської Федерації.
Населення становить 4 особи. Входить до складу муніципального утворення Сойгинське поселення.

## Історія
Від 2004 року входить до складу муніципального утворення Сойгинське поселення.

## Населення
| 2002 | 2010 | 2012 |
| ---- | ---- | ---- |
| 11   | ↘6   | ↘4   |